# Joseph François Fririon
Pour les articles homonymes, voir Fririon.
Joseph François Fririon, né le 12 septembre 1771 à Pont-à-Mousson, dans le grand-gouvernement de Lorraine-et-Barrois, et mort le 1er mai 1849 dans cette même ville, est un général français de la Révolution et de l’Empire.

## Biographie

### La Révolution française
Il entre comme soldat en 1791, au régiment d'Artois. Promu par élection au grade de sous-lieutenant, il se fait remarquer dès les premières campagnes du Rhin en sauvant la caisse et les papiers de ce corps, déposés dans une maison incendiée par l'ennemi. Après le siège de Kehl, où il est nommé capitaine des grenadiers, il passe en Italie, assiste au siège de Civita-Vecchia et à la bataille de la Trebbia. Rappelé en 1800 à l'état-major de l'armée du Rhin, il reçoit du général Moreau le brevet de chef de bataillon sur le champ de bataille de Moesskirch.

### Général d'Empire
Membre de la Légion d'honneur à la création de l'ordre en 1804, Fririon commande le 69e régiment d'infanterie de ligne à Guttstadt, à Deppen et à la bataille de Friedland, où un biscaïen le blesse au flanc gauche. Il est nommé officier de l'Ordre le 18 février 1808. Passé en Espagne en 1809 avec le 6e corps, il défait à Carracedo le 26 avril, les 2 400 guérilleros du partisan Norillo, et combat l'année suivante à Buçaco, où il soutient, pendant toute la journée, le feu de l'armée anglo-portugaise. Sa conduite à la bataille de Fuentes de Oñoro, où il est blessé au bras gauche, lui vaut le grade de général de brigade le 22 juin 1811. 
Présent en 1812, aux combats d'Alicante, de Castelleros, de Huerta et à la bataille des Arapiles, Fririon entre ensuite dans la province de Palencia avec l'ordre de lever une contribution de huit millions pour subvenir aux ressources de l'armée de Portugal. Après la bataille de Vitoria, il couvre la retraite de l'armée, et remplace le général Foy, blessé à Orthez, dans le commandement de sa division, qu'il ramène en France, et à la tête de laquelle il combat à la bataille de Toulouse, repoussant les assaillants écossais aux Ponts-Jumeaux.
Pendant les Cent-Jours, il a le commandement d'une brigade à l'armée du Rhin et prend part au combat livré aux Autrichiens devant Strasbourg le 28 juin 1815.

### Dernières années
Mis à la retraite à la Seconde Restauration, il est replacé dans le cadre d'activité en 1830, et commande successivement les départements de l'Allier, de la Haute-Saône et du Bas-Rhin. De nouveau replacé en retraite en octobre 1833, il se retire à Pont-à-Mousson où il meurt le 1er mai 1849.